# Miroslav Marcovich
Miroslav Marcovich (Belgrado, 18 de marzo de 1919-Urbana, 14 de junio de 2001) fue un filólogo y catedrático universitario. Estudió en la facultad de filosofía de la Universidad de Belgrado, donde se graduó en 1942. En 1943 trabajó como asistente de Georg Ostrogorsky, experto en estudios bizantinos. En la Segunda Guerra Mundial, sirvió en el ejército a las órdenes de Tito, de 1944 a 1946. En 1953, viajó a la India, donde comenzó a trabajar en la Universidad Visva-Bharati. En 1955, se trasladó a Mérida (Venezuela) y trabajó como profesor de griego antiguo y filosofía en la Universidad de Los Andes (Venezuela). Invitado por Hans Herter, en 1962 dio clases en la Universidad de Bonn; después, entre 1963 y 1968 enseñó en la Universidad de Cambridge. Se trasladó entonces a la Universidad de Illinois en Urbana-Champaign, en la que fue director del Departamento de Clásicas (1973-1977) y donde daría clases hasta su retiro en 1989. También fundó la revista Illinois Classical Studies (Scholars Press), cuyo editor fue durante doce años. En este periodo fue profesor visitante en la Universidad de Míchigan, en la Universidad de Carolina del Norte, en el Trinity College de Dublín y en Tel Aviv (como «Einstein Visiting Fellow»).
A lo largo de su vida, Marcovich escribió y publicó 45 libros, entre los cuales se cuentan ediciones críticas de los fragmentos de Heráclito (editio maior: Mérida, 1967; editio minor: Mérida, 1968), de la obra de Diógenes Laercio (1999-2002) y el Bhagavad-Gita (1959), así como 248 artículos y ensayos en español, alemán, italiano, francés y serbo-croata. Falleció el 14 de junio de 2001 en el Carle Foundation Hospital de Urbana (Illinois).

## Obra
- Herakleitos. Stuttgart 1967 (ediciones especiales del artículo de la Pauly-Wissowaschen Realencyclopädie de la arqueología clásica)

- Three word trimeter in Greek tragedy. Königstein/Taunus 1984 (contribuciones a la filología clásica 158) ISBN 3-445-02315-8.

- Hippolytus: Refutatio omnium haeresium. Berlin/New York 1988 (textos patrísticos y estudios 25) ISBN 3-11-008751-0.

- Athenagoras: Legatio pro christianis. Berlin/New York 1990 (textos patrísticos y Estudios 31), ISBN 3-11-011881-5.

- Pseudo-Justinus, Cohortatio ad Graecos, De Monarchia, Oratio ad Graecos. Berlin/New York 1990 (textos patrísticos y Estudios 32) ISBN 3-11-012135-2.

- Theodori Prodromi De Rhodanthes et Dosiclis amoribus libri IX. Stuttgart/Leipzig 1992.

- Iustini Martyris Apologiae pro christianis. Berlin/New York 1994 (textos patrísticos y Estudios 38) ISBN 3-11-014180-9. Neuausgabe Berlín 2005, ISBN 3-11-018541-5.

- Tatiani Oratio ad Graecos. Berlin/New York 1995, ISBN 3-11-014406-9.

- Clementis Alexandrini Protrepticus. Leiden/New York/Köln 1995, ISBN 90-04-10449-6.

- Iustini Martyris Dialogus cum Tryphone. Berlin/New York 1997, ISBN 3-11-015738-1.

- Diogenis Laertii Vitae philosophorum. Drei Bände, München/Leipzig 1999–2002 (Bibliotheca Teubneriana)
- Athenagorae qui fertur De resurrectione mortuorum. Leiden/Boston/Köln 2000 (Vigiliae Christianae, suplemento 53) ISBN 90-04-11896-9.

- Eustathius Macrembolites: De Hysmines et Hysminiae amoribus libri XI. Múnich/Leipzig 2001 (Bibliotheca Teubneriana), ISBN 3-598-71232-4.

- Heraclitus. Greek text with a short commentary including fresh addenda, corrigenda and a select bibliography (1967–2000). 2ª ed. Sankt Augustin 2001 (International pre-Platonic studies 2), ISBN 3-89665-171-4.

- Origenis Contra Celsum libri VIII. Leiden/Boston/Köln 2001 (Vigiliae Christianae, suplemento 54) ISBN 90-04-11976-0.